# Alice McDermott
Alice McDermott (New York, 27 giugno 1953) è una scrittrice statunitense.

## Biografia
Più volte finalista del Premio Pulitzer e vincitrice del National Book Award nel 1998 e dell'American Book Awards nel 1999 con il romanzo Il nostro caro Billy (Charming Billy), dal suo romanzo Quella notte (That Night) (1987) è stato tratto il film Calde notti d'estate (1992).

## Opere
- A Bigamist's Daughter (1982)
- Quella notte (That Night, 1987), Milano, Rizzoli, 1988 traduzione di Stefania Bertola ISBN 88-17-67582-2. - ripubblicato con il titolo Una cosa difficile come l'amore, Milano, Terre di mezzo, 2008 traduzione di Stefania Bertola ISBN 978-88-6189-027-5.
- At Weddings and Wakes (1992)
- Il nostro caro Billy (Charming Billy, 1998), Milano, Garzanti, 2000 traduzione di Laura Noulian ISBN 88-11-66034-3. - Nuova ed. Torino, Einaudi, 2011 traduzione di Monica Pareschi ISBN 978-88-06-20118-0.
- Child of My Heart (2002)
- Dopo tutto questo (After This, 2006), Torino, Einaudi, 2009 traduzione di Monica Pareschi ISBN 978-88-06-19129-0.
- Qualcuno (Someone, 2013), Torino, Einaudi, 2016 traduzione di Monica Pareschi ISBN 978-88-06-21764-8.
- L'ora nona (The ninth hour, 2017), Torino, Einaudi, 2019 traduzione di Monica Pareschi ISBN 978-88-06-24283-1.
- Absolution (2023)